# Dies Irae

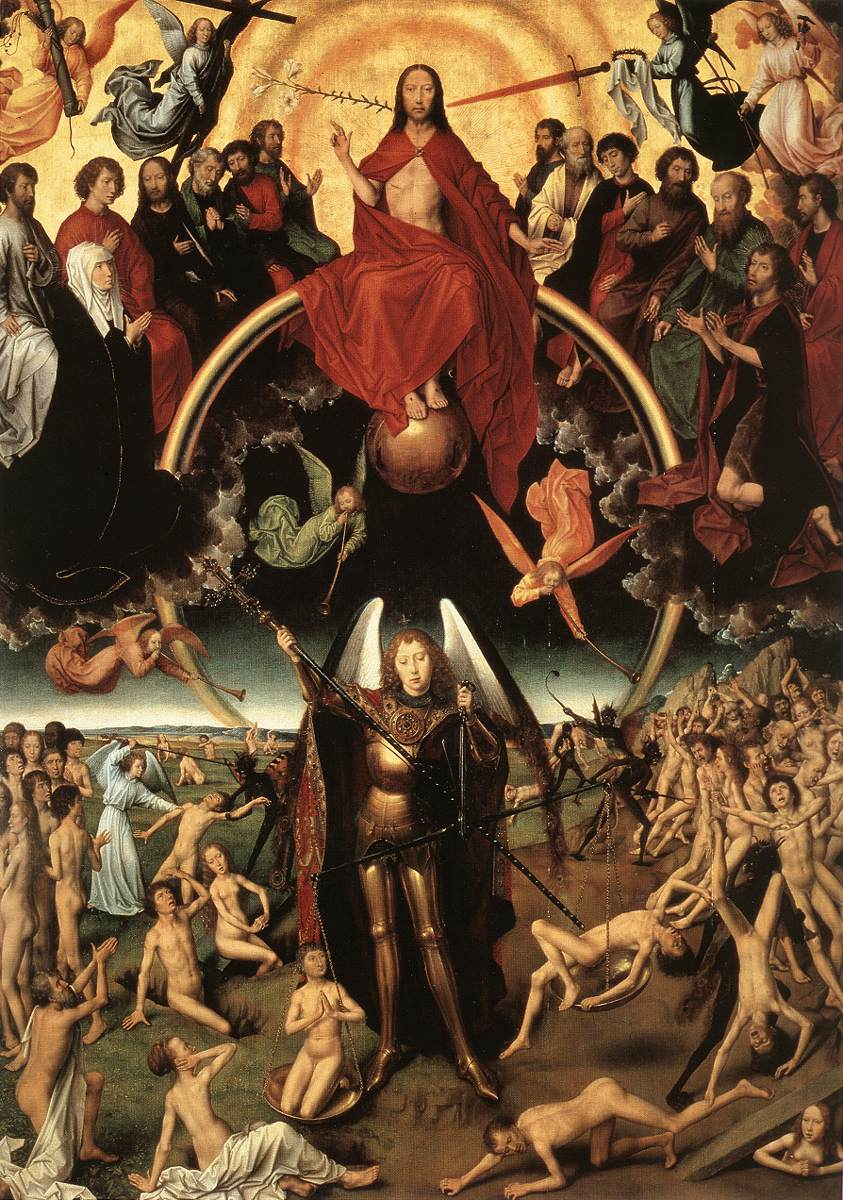
Partea centrală a picturii lui Hans Memling, Judecata de apoi (ca. 1467–71)

Dies Irae (în traducere „Ziua mâniei”), cunoscută și ca „Proza morților", este un imn religios în limba latină, atribuit lui Toma de Celano al Ordinului franciscan (1200 – ca. 1265) sau lui Latino Malabranca Orsini (†1294), lector al Ordinului dominican.  Imnul datează din secolul al XIII-lea, dar sunt și surse care afirmă că ar fi mult mai vechi, având originea pe vremea papei Grigore I cel Mare (d. 604) sau îi este atribuit sfântului Bernard de Clairvaux (1090-1153) sau sfântului Bonaventura (1221-1274).
Poemul descrie Judecata de Apoi, cu trâmbița îngerească care în cheamă pe toți înaintea tronului lui Dumnezeu, unde cei mântuiți vor fi eliberați de urgia răutății și cei nemântuiți aruncați în flăcări eterne. Este cel mai cunoscut, datorită utilizării sale în Recviemul de rit roman (Liturghia pentru înmormântare).
Se inspiră major din traducerea vulgată a Cărții lui Țefania (I:15-16) a V.T.: 
| La.  | Dies iræ, dies illa, dies tribulationis et angustiæ, dies calamitatis et miseriæ, dies tenebrarum et caliginis, dies nebulæ et turbinis, dies tubæ et clangoris super civitates munitas et super angulos excelsos.                                    |
| ---- | --- |
| Rom. | Zi de mânie este ziua aceea, zi de strâmtorare și de jale, zi de pustiire și de nimicire, zi de întuneric și de beznă, zi de nori și de negură; zi cu sunet de trâmbiță și de strigăte de război împotriva cetăților întărite și a turnurilor înalte. |

Alte imagini provin din: 
- Apocalipsa XX:11–15 (Cartea din care va fi judecată lumea, neamul omenesc);
- Matei XXV:31–46 (oi și capre, Mâna dreaptă, contrastul dintre cei binecuvântați și cei blestemați, sortiți flăcărilor);
- 1 Tesaloniceni IV:16 (trâmbiță);
- 2 Petru III:7 (cerul și pământul arse de foc); și
- Luca XXI:26 („oameni leșinați de frică... vor vedea pe Fiul Omului venind").

## Text
| Originalul latinesc                                                                      | Interpretarea românească                                                                                                  |
| ---------------------------------------------------------------------------------------- | --- |
| Dies irae dies illa, Solvet saeclum in favilla: Teste David cum Sibylla.                 | Ziua furiei, ziua când lumea va fi preschimbată în cenușă: așa au prevestit David și Sibylla !                            |
| Quantus tremor est futurus, Quando iudex est venturus, Cuncta stricte discussurus !      | Cât de mare va fi groaza când Judecătorul Își face apariția, judecând totul cu severitate !                               |
| Tuba mirum spargens sonum Per sepulcra regionum Coget omnes ante thronum.                | Sunetul minunat al trâmbiței, răspândindu-se peste morminte, ne va aduna la picioarele Tronului.                          |
| Mors stupebit et natura, Cum resurget creatura, Iudicanti responsura.                    | Moartea și natura, uimite, Vor privi cum oamenii se vor înălța, Pentru a se înfățișa Judecătorului.                       |
| Liber scriptus proferetur, In quo totum continetur, Unde mundus iudicetur.               | Cartea va fi apoi deschisă, unde sunt înscrise toate faptele noastre; totul va fi judecat de El.                          |
| Iudex ergo cum sedebit, Quidquid latet apparebit: Nil inultum remanebit.                 | Când Judecătorul e așezat, toate secretele vor fi dezvăluite și nimic nu va rămâne nepedepsit.                            |
| Quid sum miser tunc dicturus ? Quem patronum rogaturus, Cum vix iustus sit securus ?     | În ticăloșia mea, ce aș putea spune atunci ? Ce protector pot implora, când chiar și cel drept e, cu greu, în siguranță ? |
| Rex tremendae maiestatis, Qui salvandos salvas gratis: Salva me, fons pietatis.          | O, Rege al măreției înfricoșătoare, Care mântuiești cu plăcere pe aleși, prin har: scapă-mă, Izvor de iubire !            |
| Recordare Iesu pie, Quod sum causa tuae viae: Ne me perdas illa die.                     | Amintește-Ți, preabunule Isuse, că pentru mine ai venit; nu mă pierde în ziua aceea !                                     |
| Quaerens me, sedisti lassus: Redemisti crucem passus: Tantus labor non sit cassus.       | Căutându-mă, Te-ai chinuit, Prin Patimile Tale m-ai mântuit. O astfel de muncă să nu fie în zadar !                       |
| Iuste iudex ultionis, Donum fac remissionis, Ante diem rationis.                         | Ai fi just să mă condamni, dar fă-mi dar de iertare înainte de ziua socotelii.                                            |
| Ingemisco, tamquam reus: Culpa rubet vultus meus: Supplicanti parce Deus.                | Vezi c-oftez ca un vinovat și păcatul îmi înroșește fruntea; iartă pe cei care Te imploră, Dumnezeule !                   |
| Qui Mariam absolvisti, Et latronem exaudisti, Mihi quoque spem dedisti.                  | Ai dezlegat-o pe Maria [Magdalena] și l-ai auzit pe tâlhar; așa încât mi-ai dat și mie nădejde.                           |
| Preces meae non sunt dignae: Sed tu bonus fac benigne, Ne perenni cremer igne.           | Rugăciunile mele nu sunt vrednice; dar Tu, Care ești atât de bun, fii îngăduitor să nu ard în focul veșnic.               |
| Inter oves locum praesta, Et ab haedis me sequestra, Statuens in parte dextra.           | Pune-mă printre oile Tale, ține-mă departe de capre, așezându-mă la dreapta Ta.                                           |
| Confutatis maledictis, Flammis acribus addictis, Voca me cum benedictis.                 | Când blestemații, acoperiți de rușine, vor fi sortiți focului mușcător, cheamă-mă printre cei fericiți.                   |
| Oro supplex et acclinis, Cor contritum quasi cinis: Gere curam mei finis.                | Înclinându-mă, Te implor, cu inima-mi zdrobită ca cenușa: ai grijă de ultimele mele clipe !                               |
| Lacrimosa dies illa, Qua resurget ex favilla Iudicandus homo reus: Huic ergo parce Deus. | Plină de lacrimi va fi ziua aceea, când, din praf, se va ridica spre judecată omul vinovat: Așadar iartă-l, Dumnezeule.   |
| Pie Iesu Domine, dona eis requiem. Amen.                                                 | Isuse, Stăpân milostiv, dă-le odihnă. Amin.                                                                               |
| O tu, Deus majestatis, alme candor Trinitatis nos conjunge cum beatis. Amen.             | Tu, Dumnezeul măreției, splendoare plină de har a Treimii, unește-ne cu cei binecuvântați. Amin.                          |

## Cadru muzical
Cadrul inițial e un cânt simplu (sau cânt gregorian) sumbru. Aici e folosit modul dorian.  Primul portativ, ce e de 4 linii, e pentru muzica gregoriană, pe când cel cu 5 linii e pentru muzica cultă europeană.

Tema muzicală a "Prozei morților", sau câteva din elementele ei, au fost reutilizate în compoziții originale de tot soiul:

### Până în veacul al XVIII-lea:
- în 2 cântece de dans din veacurile 14 și 15: J’ai vu le loup (din Burgundia) și bourrée-a Ay vist lou loup (din Auvergne);
- de Antoine Brumel, Missa pro defunctis (înainte de 1519);
- de Arnold von Bruck, Sequentia ad Missam pro defunctis,
- de Cristobal de Morales, Missa pro defunctis (ed. 1544) : strofa Pie Jesu și Amin-ul;
- de Claudin de Sermisy, Missa pro defunctis (ed. 1556) : Pie Jesu;
- de Jacobus de Kerle, Missa pro defunctis,
- de Costanzo Porta, Missa mortuorum,
- de Tomás Luis de Victoria, Missa pro defunctis,
- de Giovanni Matteo Asola, Messa per i morti (ed. 1585), Missa pro defunctis ; Missa defunctorum (1600),
- de Gregor Aichinger, Dies iræ (1597) : mai ales, primul vers;
- de Orazio Vecchi, Missa pro defunctis (în jurul 1600),
- de Johann Stadlmayr, Missa pro defunctis (1607 ?) : passim,
- de Eustache du Caurroy, Pie Jesu (motet pentru recviem, cântat așa cum a stabilit ritul parizian; deci, nebăgând nici o altă strofă de la "Dies iræ"),
- de Felice Anerio, Missa pro defunctis (1614) : Pie Jesu,
- de Charles d'Helfer, Missa pro defunctis (ed. 1656)  – recviemul cântat așa cum a stabilit ritul parizian;
- de Joan Cererols, Missa de difunts,
- de Jean-Baptiste Lully, supervizor al muzicii pentru Curtea lui Louis al XIV-lea, prin "marele lui motet" Dies iræ (1674) : prima strofă și Pie Jesu;
- de Marc-Antoine Charpentier, în a lui Messe pour les Trépassés à 8 ("Recviem la 8 voci"), codat "H 2" din 1670 (primul vers) ; în proza lui Dies iræ de la Messe des Morts à 4 voix et symphonie, codat "H 10" din 1695 (unde numai strofele Lacrymosa și Pie Jesu își iau locul în tiparul liturgic) ; în a lui Prose des Morts, "H 12", motet deosebit de la 1670 (passim) și în motetul Pie Jesu, codat "H 234";
- de Michel-Richard de Lalande, în marele motet Dies iræ (numerotat "S.31" în catalog), compus pentru înmormântarea Delfinei Marie Anne Victoire a Bavariei (1690). Primul vers e cântat simplu, în întregime, armonizat de orchestră. La finalul motetului, tema melodică dezvoltată de Pie Jesu începe cu primele 4 note ale motivului gregorian.
- de Giuseppe Ottavio Pitoni, Missa pro defunctis (passim),
- în 2 cântece satirice, cu prilejul morții lui Louis al XIV-lea (1715, prima și a treia strofă) și a morții regentului Philippe d'Orléans (1723, prima strofă);
- de Louis Homet, Prose des Morts (1722) : strofele pare în faux-bourdon la 4 voci;
- de Francesco Durante, Messa da Requiem (la Pie Jesu),
- de François-Joseph Gossec, Messe des Morts (la Pie Jesu) și Quatuor sur la Prose des Morts : prima strofă;
- de François Giroust, Prose des Morts ("Proza morților", 1765) : prima strofă, Lacrymosa și Pie Jesu ; Missa pro defunctis : Elevation (1775) : Pie Jesu,
- de Charles Hérissé, Prose des Morts (1788) : passim.

### Veacul al XIX-lea:
- de Sigismund von Neukomm, Missa pro defunctis (1813) : primul vers,
- de Charles Henri Plantade (din Franța), Messe de Requiem (1822) : prima strofă și Tuba mirum,
- de Juste-Adrien Lenoir de La Fage (din Franța), Requiem a voci e strumenti gravi (1827) : strofa Juste judex ; Missa tertia da Requiem. In anniversariis 1830 (după 1830),
- de Hector Berlioz, în a lui Simfonie fantastică (1830),
- de Charles-Valentin Alkan, în 3 morceaux dans le genre pathétique, pentru pian (1837). Prima și a treia strofă sunt citate în primele măsuri a celei de-a treia piesă, intitulată: Morte. Mai regăsim și la altă piesă pentru pian de la 1838, nr. 11: Le mourant, extras din: Les Mois ("Lunile"), op. 74.
- de Edouard Deldevez, Messe de Requiem (strofele 1 și 3),
- de Franz Liszt, Danse macabre – în germană: Totentanz (1849); primele 4 note din: Études d’exécution transcendante. Nr. 6 : Vision (1852),
- de Piotrî Ilici Ceaikovski, Dans les gouffres de l’Enfer ("În gropile iadului", 1872),
- de Modest Musorgski, primele 4 note din: Chants et danses de la mort (1875),
- de Camille Saint-Saëns, în multe din lucrările lui, ca Danse macabre (1874), Recviem (1878): prima strofă și Judicandus, a treia lui simfonie "cu orgă" (1886), Cvartet, op. 112 (1912)…,
- de Louis-Auguste Jessel (din Belgia), Six offertoires ("Șase ofertorii") pentru orgă (1878) : prima strofă,
- de Franz Liszt, Csárdás macabre ("Ceardaș macabru"), pentru pian (1881-82) : primele 4 note,
- de Gustav Mahler, primele 4 note din : Das klagende Lied ("Jalba", 1880) și a doua lui simfonie, Auferstehung ("Înviere", 1894),
- de Piotrî Ilici Ceaikovski, în Suita nr. 3, în sol major, pentru orchestră (op. 55, 1884) : a patra mișcare (temă cu variațiuni),
- de Charles Gounod, Mors et vita (Oratoriu pentru soliști, cor și orchestră, premiera având loc la 1885),
- de Piotrî Ilici Ceaikovski, în simfonia Manfred (1885), după versurile lui Byron,
- de Alfred Bruneau, Requiem (1889) : prima strofă,
- de Antonín Dvořák, Requiem (1891) : începutul de la Pie Jesu,
- de Reynaldo Hahn, în melodia pentru voce și pian Trois jours de vendanges ("Trei zile de recoltă", 1891),
- de Johannes Brahms, în Intermezzo, ultima piesă din 6 Klavierstücke («6 piese pentru pian»), op. 118 (1893) : tema principală începe cu reamintirea primelor 4 note de la Dies iræ,
- de Gabriel Pierné, L’An mil ("Anul o mie", 1897),
- de Maurice Ravel, în melodia pentru voce și pian La chanson du rouet ("Cântecul roții de tors", 1898),
- de Jules Mouquet, în Le Jugement dernier. Poème symphonique et vocal (1898 ?) : primele 2 versuri.

### Prima jumătate a veacului al XX-lea:
- de Antoine Mariotte, Chansons dramatiques, nr. 4 : Les cloches ("Clopotele", 1901),
- de Aleksandrî Glazunov, Suita pentru orchestră « Du Moyen Âge » ("Evul Mediu"), op. 79 (nr. II : Scherzo) [1901-1902],
- de Albert Périlhou, Impressions d’église. III : Le jour des morts au Mont Saint-Michel (1905),
- de Serghei Rahmaninov, Prima simfonie (1895) : tema principală a primei mișcări e derivată din Dies iræ ; la fel în a treia mișcare; motivul liturgic apare din nou în A doua simfonie (1906-1907, primul vers din mișcările a doua până la a patra) ; se observă și la 1936, la A treia simfonie (a treia mișcare), în L’Île des morts (1909), melodia Les Cloches (1913), în Rhapsodie sur un thème de Paganini (1934), în Danses symphoniques (1940, unde primul vers e prezentat și dezvoltat, în a treia și ultima mișcare), Al patrulea concert pentru pian (1926, 1928, 1941 ; a treia mișcare: Allegro vivace). Etc. ?,
- de Nikolai Miaskovski, Sonata pentru pian nr. 2 în fa ♯ minor, op. 13 (1912) : primele două rânduri din ultima parte, primul rând dând naștere unor evoluții
- de Lili Boulanger, Pour les funérailles d'un soldat, pentru bariton solo, cor mixt la 4 voci și orchestră (sau pian) [1912-1913, creație făcută când avea 19 ani], pe baza poemului lui Alfred de Musset : primul vers și primele 2 note din Tuba mirum pentru orchestră
- de Lorenzo Perosi, Missa pro defunctis tribus vocibus inæqualibus concinenda (sine organo) ["Recviem, pentru cor mixt la 3 voci, fără orgă"] (1913) : șablonul primului vers utilizând cuvintele: Quantus tremor est futurus (primul vers din a doua strofă : secvență alternantă de cântece),
- de Maurice Emmanuel, 3 chansons bourguignonnes ("3 cântece burgunde", 1914) : primele 2 versuri,
- de Igor Stravinski, 3 pièces pour quatuor à cordes. Nr. 3 : Cantique (1914). Asta devine a treia din Quatre études pour orchestre (1929) ; precum și un citat aruncat (așa cum declara autorul) în L'Histoire du soldat (1918),
- de Mel Bonis, La Cathédrale blessée ("Catedrala vătămată"), pentru pian (1915). Piesă compusă după bombardementele nemțești din septembrie 1914, asupra catedralei din Reims,
- de Max Reger, Requiem latin (1916) : debutul,
- de Auguste Schirlé (din Franța), Messe de Requiem pentru orgă (1918) : primul vers,
- de Ildebrando Pizzetti, Messa di Requiem (1923) : aproape peste tot,
- de Nikolai Miaskovski, A șasea simfonie (1923),
- de Max d'Ollone, Héroïque (1923),
- de Claude Guillon-Verne (1923 ?), în Mélodies humoristiques : « Le Carnaval » (poezie a lui Bernard Roy), pentru o voce și pian
- de Eugène Ysaÿe, în "A doua sonată numai pentru vioară", având titlul alternativ Obsession (1924),
- de Sir Granville Bantock, Macbeth (1926),
- de Ottorino Respighi, Impressioni brasiliane. Nr. 2 : Butantan (1927),
- de Cyrillus Kreek (din Estonia), Recviem în do minor (1927, 2. Dies iræ) compus pe text în estoniană, tradus (pe la 1870) de G.J. Schultz-Bertram din textul liturgic ; cealaltă redactare estoniană există de la 1996, tradusă de teologul Rein Õunapuu și de poetul Paul-Eerik Rummo
- de Fernand Le Borne (din Belgia), Requiem (1928) : aproape peste tot,
- de Kaikhosru Shapurji Sorabji (din Anglia), Variazioni e fuga triplice sopra "Dies iræ" per pianoforte (Variațiuni și triplă fugă din „Dies iræ” pentru pian) [1923-1926] și Sequentia cyclica super "Dies iræ" ex Missa pro defunctis in clavicembali usum (1948-1949),
- de Frank Martin (din Elveția), La Nique à Satan ("Porcăria Satanei"), spectacol simplu pentru 2 soliști (soprană și bariton), cor de adulți și copii, cu ansamblu instrumental (1929-1931). Autorul suprapune tiparul gregorian și cântecul burgund „J'ai vu le loup”, născut din același tipar muzical liturgic.
- de Henri Nibelle, 50 pièces pour orgue ou harmonium ("50 de piese pentru orgă sau armoniu", 1935) : la începutul primului vers,
- de Ralph Vaughan Williams, Five Tudor portraits ("Cinci portrete ale Tudorilor", 1936),
- de Dmitri Kabalevski, în Fléau public (La Peste) ["Biciuire în public (Ciuma)"], extras din opera lui, Le Maître de Clamecy, ou Colas Breugnon, după romanul lui Romain Rolland (1937, revizuit profund în 1967–68),
- de Ernest Bloch, Concerto pour violon et orchestre (1938) ; Suite symphonique (1944),
- de Arthur Honegger, Danse des morts (1939),
- de Luigi Dallapiccola, din Canti di prigionia ("Cântece din prizonierat", 1941),
- de Aram Haciaturian, A doua simfonie (1943),
- de Cesar Bresgen (din Austria), Requiem a capella (1945) : aproape peste tot,
- de Marcel Rubin (din Austria), A patra simfonie (1946) : prima strofă,
- de Boris Blacher, Variations sur un thème de Paganini (1947),
- de Maurice Duruflé, Requiem (1947) : Pie Jesu,
- de Johann Nepomuk David (din Austria), Choralwerk ("Partita") pentru orgă (1947) : primele 3 strofe; Requiem chorale (« Recviem coral », 1956) : totul,
- de Nikolai Medtner, Quintette pour piano et cordes (1949),
- de Kurt Fiebig, Markuspassion (1950) : aproape peste tot.